# Unobranchus abyssalis
Unobranchus abyssalis är en ringmaskart som beskrevs av Hartman 1965. Unobranchus abyssalis ingår i släktet Unobranchus och familjen Trichobranchidae. Inga underarter finns listade i Catalogue of Life.